# Rezerwat przyrody Stara Dębina
Rezerwat przyrody „Stara Dębina” – rezerwat przyrody położony na terenie gminy Szudziałowo w województwie podlaskim. Leży w granicach Parku Krajobrazowego Puszczy Knyszyńskiej.
- Powierzchnia według aktu powołującego: 33,68 ha (obecnie podawana wartość: 33,54 ha[1])
- Rok powstania: 1988
- Rodzaj rezerwatu: leśny
- Przedmiot ochrony: starodrzewie dębowe Puszczy Knyszyńskiej z udziałem dębu bezszypułkowego (Quercus sessilis) na północnej granicy zasięgu.

## Podstawa prawna
- Zarządzenie Ministra Ochrony Środowiska i Zasobów Naturalnych z dnia 29 grudnia 1987 r. w sprawie uznania za rezerwaty przyrody (M.P. z 1988 r. nr 5, poz. 47)
- Zarządzenie Regionalnego Dyrektora Ochrony Środowiska w Białymstoku z dnia 30 marca 2015 r. w sprawie rezerwatu przyrody „Stara Dębina” (Dz. Urz. Województwa Podlaskiego	z 2015 r. poz. 995)